# Акинфов, Никита Иванович
Никита Иванович Акинфов — наместник и воевода, окольничий, думный дворянин во времена правления Алексея Михайловича, Ивана V Алексеевича, правительницы Софьи Алексеевны и Петра I Алексеевича.
Из дворянского рода Акинфовы (ветвь идущая из Золотой Орды). Сын воеводы Ивана Фёдоровича Акинфова.

## Биография
Стольник (1658). Думный дворянин (1680-1686). Подписал Соборное постановление об отмене местничества (12 января 1682). За столом царицы Марфы Матвеевны сидел за поставцом (1682). Во время стрелецкого бунта (1682), стрельцы требуют его ссылки. Товарищ воеводы по Закамской засечной черте (1683). Окольничий (1689-1692) , воевода и наместник Юрьев-Польский (1689). Строитель многих церквей в многочисленных своих вотчинах. Записан в многочисленных списках ризниц, вкладчик Успенского Владимирского собора. Построил храм в своей вотчине селе Второво Владимирского уезда (1689), в селе Есиплево Юрьевского уезда (1690).
Умер в глубокой старости, приняв монашество с именем Ионикий.
Жена Ксении урождённая Бутурлина.
Дети:
- Акинфов Григорий Никитич — стольник царицы Натальи Кирилловны (1676), комнатный стольник царей Ивана V и Петра I Алексеевичей (1682), стольник (1703).
- Акинфов Пётр Никитич по прозванию Конбарь — стольник царицы Прасковьи Фёдоровны (1692), стольник (1703).
- Акинфова Анна Никитична — в 1-м браке за князем Иваном Семёновичем Львовым, во 2-м браке за князем Григорием Дмитриевичем Юсуповым-Княжевым (с 1695).